# Rodrigo Celsi
Rodrigo Sebastián Celsi Ovando (Chile, 25 de julio de 1985) es un futbolista chileno. Juega de mediocampista y actualmente está sin club.

## Clubes
| Club               | País  | Año       |
| ------------------ | ----- | --------- |
| Deportes Temuco    | Chile | 2007      |
| Deportes Melipilla | Chile | 2009      |
| Unión La Calera    | Chile | 2010-2011 |
| Barnechea          | Chile | 2012-2013 |